# Rendez-vous au tas de sable
Pour plus de détails, voir Fiche technique et Distribution.
Rendez-vous au tas de sable est un film français de Didier Grousset, sur un scénario de Gérard Mital et Richard Gotainer, musique de Claude Engel, sorti en 1990.

## Synopsis
Nickel exerce, en dilettante, la profession de dépanneur au volant de son énorme véhicule baptisé « la dépannerie intense ». Mais sa véritable passion dans la vie, c'est la musique. Il décide de monter un groupe, les « The Electric Pass-Mountains » avec ses amis Gérard, Ganesh, Bazouk et Grolu. De multiples difficultés surgissent lors des répétitions… Pour se tester, ils décident de s'inscrire à un combat de rock au cours duquel ils doivent affronter les redoutables Attila's… Qui l'emportera ?

## Fiche technique
Sources : IMDb
- réalisateur : Didier Grousset
- scénario : Jean-Pierre Domboy et Richard Gotainer
- musique : Claude Engel
- prise de son: Pierre Excoffier
- montage : Hervé Schneid
- mixage: Dominique Dalmasso
- production : Union Générale Cinématographique (UGC)
- distribution : Films A2, Gérard Mital Productions
- format : 1,37 :1 Technicolor
- durée : 95 minutes (1 h 35)
- langue : français
- Genre : comédie
- pays : France
- sortie : France : 1990 (cinéma, UGC)

## Distribution
- Richard Gotainer : Nickel alias Davy Crockett
- Vincent Ferniot : Lucien (Grolu)
- Ged Marlon : Bazooka
- Thierry Fortineau : Ganesh
- Jean-Claude Leguay : Gérard
- Jean-Paul Muel : Starkey
- Serge Riaboukine : Joey
- Jango Edwards : le chanteur des Attila's (doublé pour le chant par Bernie Bonvoisin du groupe Trust)
- Didier Bénureau : le présentateur du cabaret
- Muriel Combeau : Bali (la groupie)
- Jim Adhi Limas : Sauveur
- Nathalie Auffret : la co-présentatrice du Mondovision
- Serge Delanoue : le barman du cabaret (non crédité)

## Autour du film
Dans le monde des musiciens, « rendez-vous au tas de sable » est une expression traditionnellement employée par les musiciens de jazz de très haut niveau (comme Claude Engel, compositeur de la musique du film) pour signifier à leurs acolytes qu'ils se lancent dans une improvisation sans grille ni partition, sans aucune indication préalable de tempo, de tonalité ou de structure[réf. nécessaire].

## Réception
Après un succès mitigé, d'après l'avis de Richard Gotainer lui-même, le film devient culte 30 ans après. Le cinéma « Lux » de Caen ressort le 9 décembre 2023 en exclusivité le film avec la présence de Gotainer,.

## Commercialisation vidéo
Longtemps disponible uniquement en VHS, le film a été entièrement restauré pour une édition DVD uniquement disponible sur le site de Richard Gotainer.